# Bruno Bonollo
Bruno Bonollo (Fara Vicentino, 11 novembre 1941) è un ex calciatore e industriale italiano, di ruolo portiere.

## Carriera
Cominciò a muovere i primi passi nel Mestrino, prima da ala destra e poi da portiere. A quattordici anni passò al Padova nel settore giovanile con Mariano Tansini come allenatore.
Debuttò in Serie A in Napoli-Padova (1-2).
Ha smesso presto con il calcio, per via di un infortunio alla spalla all'acromio della clavicola, patito durante un allenamento e poi curato male.
Ha fatto parte anche delle Nazionali minori e della rappresentativa del Veneto. In alcune occasioni aveva avuto come sua riserva Dino Zoff. Proprio Zoff, dopo aver vinto il Mondiale nel 1982, invitato a Mestrino dove vive Bonollo raccontò che «stufo di andare a casa con la maglia numero 12 un giorno si fece dare quella da titolare da Bonollo così poteva dire di aver indossato il numero 1».